# 2009年の文学
2009年の文学（2009ねんのぶんがく）では、2009年（平成21年）の文学に関する出来事について記述する。

## できごと
- 1月15日 - 第140回芥川賞・直木賞（2008年下半期）の選考委員会開催。
- 1月16日 - 中国の21世紀年度最優秀外国小説に、大江健三郎の『﨟たしアナベル・リイ 総毛立ちつ身まかりつ』が選ばれる。日本人の受賞は初めて [1][2]。
- 1月21日 - イスラエルの文学賞であるエルサレム賞に、村上春樹が選ばれる。授賞式は、2月15日の予定 [3][4][5]。

- 2月3日 - 世界的な人気小説『ハリー・ポッターシリーズ』の著者J・K・ローリング、フランスのレジオンドヌール勲章を受章。子どもたちに読書の喜びを教えたとして、同章5等のシュヴァリエ（騎士章）が授与された [6]。

- 5月29日 - 村上春樹の5年ぶりの新作長編小説『1Q84』BOOK1、BOOK2が新潮社から発売された。予約が殺到し、発売前に増刷が決定。また、発売後も爆発的な売れ行きを示し、発売後2週間足らずの6月9日には、早くも全2巻計100万部を突破した [7][8]。また同書は、トーハン発表の「2009年年間ベストセラー」総合1位を記録した[9]。

- 10月8日 - ノーベル文学賞に、ドイツの女性作家ヘルタ・ミュラーが選ばれる [10]。
- 11月14日 - 岐阜県岐阜市湊町のホテルパークから鵜飼観覧船乗り場に行く途中のポケットパーク名水に、小説『篝火』にちなんだ川端康成と伊藤初代の「篝火の像」が建立[11]。

## 受賞

### 日本国内
- 第140回（2008年下半期）芥川賞・直木賞 （1月）
  - 芥川賞 - 津村記久子『ポトスライムの舟』
  - 直木賞 - 天童荒太『悼む人』、山本兼一『利休にたずねよ』
- 第141回（2009年上半期）芥川賞・直木賞 （7月）
  - 芥川賞 - 磯崎憲一郎『終の住処』
  - 直木賞 - 北村薫『鷺と雪』
- 谷崎潤一郎賞（第45回） - 該当作なし
- 泉鏡花文学賞（第37回） - 千早茜『魚神』
- 群像新人文学賞（第52回） - 永岡杜人『言語についての小説―リービ英雄論』
- 野間文芸新人賞（第31回） - 村田沙耶香『ギンイロノウタ』
- 小林秀雄賞（第8回） - 水村美苗『日本語が亡びるとき』
- 本屋大賞（第6回） - 湊かなえ『告白』

### 日本国外
- ノーベル文学賞 -  ヘルタ・ミュラー
- ブッカー賞 -  ヒラリー・マンテル 『Wolf Hall』
- ゴンクール賞 -  マリー・ンディアイ 『Trois femmes puissantes』
- イグノーベル賞（文学賞） - アイルランドの警察

## 2009年の本

### 小説
- 池永陽 『珈琲屋の人々』（双葉社）
- 冲方丁 『天地明察』（角川書店）
- 小川洋子 『猫を抱いて象と泳ぐ』（文藝春秋）
- 角田光代 『くまちゃん』（新潮社）
- 川上弘美 『これでよろしくて？』（中央公論新社）
- 川上未映子 『ヘヴン』（講談社）
- 佐々木譲 『廃墟に乞う』（文藝春秋）
- 島本理生 『君が降る日』（幻冬舎）
- 辻村深月 『ゼロ、ハチ、ゼロ、ナナ。』（講談社）
- 西川美和 『きのうの神さま』（ポプラ社）
- 三浦しをん 『神去なあなあ日常』（徳間書店）
- 三津田信三 『水魑の如き沈むもの』（原書房）
- 湊かなえ 『贖罪』（東京創元社）
- 村上春樹 『1Q84』BOOK1・BOOK2（新潮社）、『めくらやなぎと眠る女 TWENTY-FOUR STORIES』（新潮社）
- 森沢明夫 『津軽百年食堂』（小学館）
- レイモンド・チャンドラー、村上春樹訳 『さよなら、愛しい人』（早川書房）

### その他
- 内田樹 『日本辺境論』（新潮社）
- 加藤陽子 『それでも、日本人は「戦争」を選んだ』（朝日出版社）
- 黒澤明、浜野保樹編 『大系 黒澤明』（講談社、全4巻＋別巻） ※第1巻刊行
- 斉藤里恵 『筆談ホステス』（光文社）
- 柴田元幸ほか 『代表質問 16のインタビュー』（新書館）
- 柴田元幸、高橋源一郎 『柴田さんと高橋さんの「小説の読み方、書き方、訳し方」』（河出書房新社）
- 高橋源一郎 『大人にはわからない日本文学史』（岩波書店）
- 富岡多恵子 『隠者はめぐる』（岩波書店）

## 死去

### 1月 - 3月
- 1月2日 - 宮崎信義、滋賀県出身の歌人（* 1912年）
- 1月2日 - インゲル・クリステンセン、デンマークの詩人（* 1935年）
- 1月4日 - ゲルト・ヨンケ、オーストリアの詩人・劇作家（* 1946年）
- 1月5日 - 日比野和幸、日本の川柳家（* 1925年）
- 1月11日 - ミラン・ルーフス、スロバキアの詩人（* 1928年）
- 1月13日 - ホーテンス・キャリッシャー、アメリカ合衆国の小説家（* 1911年）
- 1月16日 - 杉山正樹、文芸評論家（* 1933年）
- 1月27日 - ブレア・レント、アメリカ合衆国の絵本作家（* 1930年）
- 1月27日 - クリスティアン・エンツェンスベルガー、ドイツの作家（* 1931年）
- 1月27日 - ジョン・アップダイク、アメリカ合衆国の作家（* 1932年）
- 1月30日 - 内村剛介、ロシア文学者（* 1920年）
- 2月3日 - 泡坂妻夫、日本の推理作家（* 1933年）
- 2月12日 - ヒュー・レナード、アイルランドの劇作家（* 1926年）
- 2月18日 - アッ＝タイーブ・サーレフ、スーダンの作家（* 1929年）
- 2月19日 - 阿部完市、俳人（* 1928年）
- 2月23日 - 小佐井伸二、フランス文学者（* 1933年）
- 3月4日 - ホートン・フート、アメリカ合衆国の劇作家（* 1916年）
- 3月7日 - バーバラ・パーカー、アメリカ合衆国の推理作家（* 1946年）
- 3月9日 - 近木圭之介、日本の俳人（* 1912年）
- 3月12日 - 迫間健、日本の劇作家（* 1919年）
- 3月13日 - ジェイムズ・パーディ、アメリカ合衆国の詩人（* 1917年）
- 3月17日 - 須知徳平、岩手県出身の児童文学作家（* 1921年）
- 3月19日 - ゲルトルート・フッセンネッガー、オーストリアの小説家（* 1912年）
- 3月19日 - 山際素男、日本の作家・翻訳家（* 1929年）
- 3月20日 - 伊藤計劃、日本のSF作家（* 1974年）
- 3月25日 - 曹又方、中華民国の作家（* 1942年）

### 4月 - 6月
- 4月3日 - 高村勝治、石川県出身のアメリカ文学者。92歳没。
- 4月12日 - イヴ・セジウィック、米国の文学研究者。58歳没。
- 4月14日 - 上坂冬子、東京府出身のノンフィクション作家。78歳没。
- 5月26日 - 栗本薫、日本の小説家・評論家。56歳没。
- 6月13日 - 山下武、日本の文芸評論家・演出家。83歳没。

### 7月 - 9月
- 7月13日 - ウマ・アールトネン、フィンランドの作家・ジャーナリスト。68歳没。
- 8月13日 - 海老沢泰久、日本の小説家・ノンフィクション作家。59歳没。
- 8月26日 - 北重人、山形県出身の小説家。61歳没。
- 9月21日 - 庄野潤三、大阪府出身の小説家。88歳没。

### 10月 - 12月
- 10月20日 - 原田康子、日本の小説家。81歳没。
- 10月25日 - 鈴木主税、日本の翻訳家。74歳没。
- 10月29日 - ライオネル・デヴィッドスン、イギリスの小説家。87歳没。
- 10月30日 - クロード・レヴィ＝ストロース、フランスの社会人類学者。100歳没。
- 12月12日 - 双葉十三郎、東京市出身の映画評論家。99歳没。
- 12月21日 - 伊藤漱平、愛知県出身の中国文学者。84歳没。